# Мотодрезина

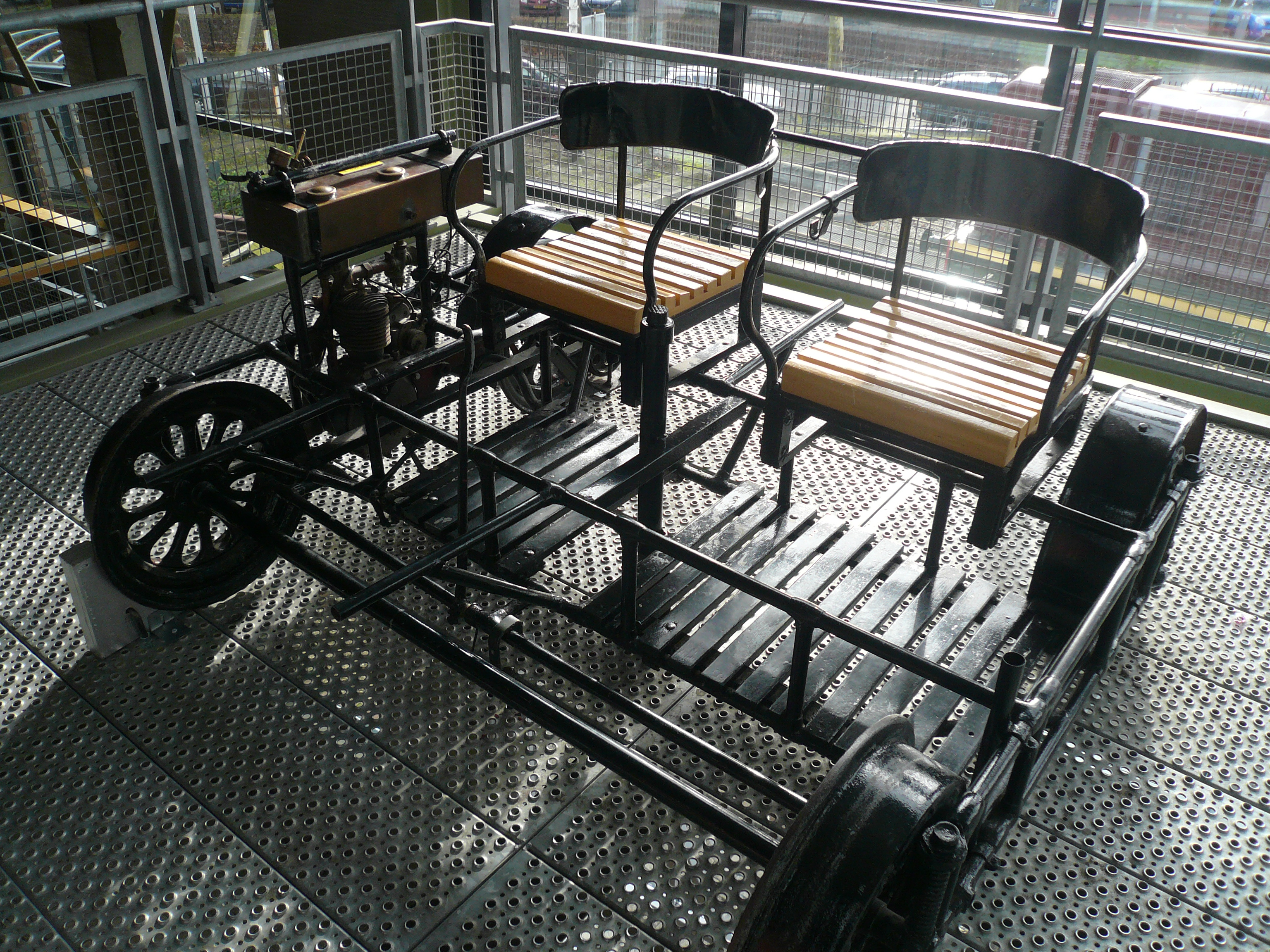
Мотодрезина. 1910 год

Мотодрезина — лёгкое съёмное самоходное рельсовое транспортное средство (дрезина) с двигателем внутреннего сгорания небольшой мощности (например, мотоциклетным), предназначенная для перевозки путевых рабочих, материалов и инструментов, используется при технических осмотрах железнодорожного пути, искусственных сооружений и устройств связи. Помимо того, что мотодрезины сами по себе, как правило, двух-, четырёх- или шестиместные, часто к ним можно присоединять 1–2 специальных прицепа, на каждом из которых перевозят до 10 человек или груз массой до 1 т. Максимальная скорость движения с прицепами 50 км/ч, масса 200–320 кг, масса прицепа — 240 кг.
Ранее термин мотодрезина относился к лёгким (до 300 кг) съёмным автодрезинам, оснащённым мотоциклетными двигателями; как следствие, существовало подразделение автодрезин в зависимости от массы на съёмные и несъёмные. К настоящему моменту такая классификация является устаревшей: съёмные машины классифицируются как «мотодрезины», тогда как под термином «автодрезины» подразумеваются исключительно несъёмные машины.

## Пионерка
Пионерка (также жаргонное «бешеная табуретка») — лёгкая, как правило, самодельная мотодрезина.
В пятидесятых годах серийно выпускалась лёгкая мотодрезина ТД-5 и ТД-5У «Пионерка» (узкоколейная). Её распространённость привела к тому, что в России и странах СНГ название «Пионерка» стало нарицательным, и так стали называть различные самодельные устройства.
Самодельные «пионерки» часто используются на узкоколейках местными жителями, как личный транспорт. Встречаются «пионерки» и на дорогах широкой колеи, но гораздо реже.
|                                   | Внешние медиафайлы Серийные и самодельные «пионерки» Изображения Фото серийной дрезины ТД-5 Видеофайлы «Бешеные табуретки» : документальный фильм про путешествия на пионерках по УЖД в Коли , Ленинградская обл. (29 мин.) / Режиссёр: Александр Киселёв. Сценарист: Анастасия Матвеева. Оператор: Сергей Шульц — Россия: Санкт-Петербургская студия документальных фильмов, 2003. Краткое описание Кадры из фильма (неопр.) . Архивировано 8 января 2008 года. |
| Внешние медиафайлы                | |
| Серийные и самодельные «пионерки» | |
| Изображения                       | |
|                                   | Фото серийной дрезины ТД-5 |
| Видеофайлы                        | |
|                                   | «Бешеные табуретки» : документальный фильм про путешествия на пионерках по УЖД в Коли, Ленинградская обл. (29 мин.) / Режиссёр: Александр Киселёв. Сценарист: Анастасия Матвеева. Оператор: Сергей Шульц — Россия: Санкт-Петербургская студия документальных фильмов, 2003. - - Краткое описание - Кадры из фильма. Архивировано 8 января 2008 года. |